# Carlos Teixeira
Carlos Miguel Jesus Teixeira (ur. 11 marca 1976 w Matosinhos) – portugalski siatkarz, grający na pozycji libero, reprezentant kraju.

## Sukcesy klubowe
Puchar Portugalii:
- 2002, 2005, 2006

Mistrzostwo Portugalii:
- 2002, 2005
- 2017

Mistrzostwo Francji:
- 2011
- 2012

## Sukcesy reprezentacyjne
Liga Europejska:
- 2010
- 2007

## Nagrody indywidualne
- 2007: Najlepszy libero Ligi Europejskiej